# مدخن الأنبوب لهذا العام
جائزة مدخن الأنبوب (الغليون) لهذا العام هي جائزة يتم منحها سنويًا من قبل مجلس مدخني الأنابيب البريطاني، لتكريم شخص شهير يدخن الأنابيب. انطلقت في عام 1965 كأفضل رجل غليون في العام من قبل جمعية تجارة أنابيب براير. وكانت تُقَدَم على مأدبة الغداء في فندق سافوي في لندن في شهر يناير كل عام. تم إيقاف منح الجائزة في عام 2004 لأن منظموها كانوا يخشون مخالفة القوانين التي تحظر جميع الإعلانات والترويجات للتبغ.
أعيد منح الجائزة لفترة وجيزة في عام 2014، من قبل اتحاد نوادي الأنابيب في المملكة المتحدة، في البطولة  البريطانية لتدخين الأنابيب في ساحة معارض نيوارك (Newark Showground). وخلافًا للجوائز السابقة، لم يتم منحها لشخصية شهيرة؛ بل مُنِحَت لرئيس اتحاد أندية الأنابيب في المملكة المتحدة التي انتهت ولايته، بريان ميلز، تقديرًا له على مساهمته الشخصية لإعادة استئناف البطولات البريطانية لتدخين الأنابيب.

## مدخني الأنبوب لهذا العام
- 1964 – روبرت ديفيز
- 1965 – هارولد ويلسون[3]
- 1966 – اندرو كروكشانك
- 1967 – ارين ميتشيل
- 1968 – بيتر كوشنغ
- 1969 – جاك هارجريفز
- 1970 – إريك موركم

- 1971/72 - اللورد شينويل
- 1973 - فرانك موير
- 1974 - فريد ترومان
- 1975 - كامبل أدامسون
- 1976 - هارولد ويلسون (رجل الأنابيب لهذا العقد)
- 1977 - بريان بارنز
- 1978 - ماجنوس ماجنوسون
- 1979 - جي بي بريستلي
- 1980- إدوارد فوكس

- 1981 - جيمس جالواي
- 1982 - ديف لي ترافيس
- 1983 - باتريك مور
- 1984 - هنري كوبر
- 1985 - جيمي جريفز
- 1986 - ديفيد براينت[4]
- 1987 - باري نورمان
- 1988 - إيان بوثام[5]
- 1989 - جيريمي بريت
- 1990 - لورانس ماركس
- 1991 - جون هارفي جونز
- 1992 - توني بن
- 1993 - رود هال
- 1994 - رانولف فينيس
- 1995 - جيثرو
- 1996 - كولن ديفيس
- 1997 - مالكولم برادبري
- 1998 - ويلي جون ماكبرايد
- 1999 - تريفور بايلز
- 2000 – جوس آكلاند
- 2001 – روس أبوت
- 2002 – ريتشارد دانهيل[6]
- 2003 – ستيفن فراي[7]
- 2014 – بريان ميلز